# Arvid Carlsson
Arvid Carlsson (Upsália, 25 de janeiro de 1923 - Gotemburgo, 29 de junho de 2018) foi um farmacologista sueco.
Foi agraciado com o Nobel de Fisiologia ou Medicina de 2000. Polêmico, critica duramente a fluoretação da água potável, por considerar tal medida antiética e perigosa. Morreu em 29 de junho de 2018, aos 95 anos, em Gotemburgo, na Suécia.

## Carreira
Em 1951, Carlsson tornou-se professor associado da Lund University. Ele passou cinco meses como pesquisador do farmacologista Bernard Beryl Brodie no National Heart Institute, em Bethesda, Maryland, Estados Unidos. A mudança em seu foco de pesquisa para a psicofarmacologia acabou levando ao seu Prêmio Nobel. Em 1959 ele se tornou professor na Universidade de Gotemburgo.
Em 1957, Kathleen Montagu demonstrou a presença de dopamina no cérebro humano; mais tarde naquele mesmo ano, Carlsson também demonstrou que a dopamina era um neurotransmissor no cérebro e não apenas um precursor da norepinefrina. Carlsson desenvolveu um método para medir a quantidade de dopamina nos tecidos cerebrais. Ele descobriu que os níveis de dopamina nos gânglios da base, uma área do cérebro importante para os movimentos, eram particularmente altos. Ele então mostrou que dar aos animais a droga reserpina causava uma diminuição nos níveis de dopamina e uma perda de controle dos movimentos. Esses efeitos foram semelhantes aos sintomas da doença de Parkinson. Ao administrar a esses animais L-Dopa, que é o precursor da dopamina, ele poderia aliviar os sintomas. Essas descobertas levaram outros médicos a tentar usar L-Dopa em pacientes com doença de Parkinson, e descobriu-se que alivia alguns dos sintomas nos estágios iniciais da doença. L-Dopa ainda é a base para os meios mais comumente usados de tratamento da doença de Parkinson.
Carlson colaborou com a empresa farmacêutica Astra AB (agora AstraZeneca) durante as décadas de 1970 e 1980. Ele e seus colegas foram capazes de derivar o primeiro comercializado inibidor seletivo de recaptação de serotonina (ISRS), zimelidina, de bromfeniramina. Zimelidina foi posteriormente retirada do mercado devido a casos raros de síndrome de Guillain-Barré, mas a pesquisa de Carlson abriu caminho para a fluoxetina (Prozac), um dos medicamentos de prescrição mais usados no mundo.

Carlsson ainda era um pesquisador e palestrante ativo quando tinha mais de 90 anos de idade e, junto com sua filha Lena, ele trabalhou no OSU6162, um estabilizador de dopamina que alivia os sintomas de fadiga pós-derrame.